# Lettország az 1928. évi téli olimpiai játékokon
Lettország a svájci St. Moritzban megrendezett 1928. évi téli olimpiai játékok egyik részt vevő nemzete volt. Az országot az olimpián 1 sportágban 1 sportoló képviselte, aki érmet nem szerzett.

## Gyorskorcsolya
| Versenyző     | Versenyszám | Eredmény | Helyezés |
| ------------- | ----------- | -------- | -------- |
| Alberts Rumba | 500 m       | 46,3     | 16.      |
| Alberts Rumba | 1500 m      | 2:28,9   | 14.      |
| Alberts Rumba | 5000 m      | 9:19,7   | 15.      |